# Siffleur modeste
Pachycephala modesta
Espèce
Statut de conservation UICN

 LC  : Préoccupation mineure
Le Siffleur modeste (Pachycephala modesta) est une espèce d'oiseaux appartenant à la famille des Pachycephalidae.

## Répartition
Il est endémique en Papouasie-Nouvelle-Guinée.

## Habitat
Son habitat naturel est les montages humides tropicales et subtropicales.

## Sous-espèces
Selon Alan P. Peterson, il en existe trois sous-espèces :
- Pachycephala modesta hypoleuca Reichenow 1915 ;
- Pachycephala modesta modesta (De Vis) 1894 ;
- Pachycephala modesta telefolminensis Gilliard & LeCroy 1961.